# Bucarest Challenger 2007
Il Bucarest Challenger 2007, noto come Ipsos Bucharest Challenger 2007 per motivi di sponsorizzazione, è stato un torneo di tennis facente parte della categoria ATP Challenger Series nell'ambito dell'ATP Challenger Series 2007. Il torneo si è giocato a Bucarest in Romania dal 24 al 30 settembre 2007 su campi in terra rossa.

## Vincitori

### Singolare
Victor Hănescu ha battuto in finale  Marcel Granollers con il punteggio di 7–6(6), 6–1

### Doppio
Marcel Granollers /  Santiago Ventura hanno battuto in finale  Florin Mergea /  Horia Tecău con il punteggio di 6–2, 6–1